# 夏少女 (ゲーム)
『夏少女』（なつしょうじょ）は、株式会社ウィルのブランド・PULLTOPより発売された18禁恋愛アドベンチャーゲームである。
初回版及び通常版は2004年5月12日にロットアップが告知されているが、2007年3月30日に廉価版が発売された。
2004年にはプレイステーション2にも移植された。

## 歴史
- 2003年5月30日 - Windows用アダルトゲームとして発売。CD-ROM版とDVD-ROM版の2種類、初回版として同時に発売された。
- 2003年6月6日 - Windows用アダルトゲームとしてDVD-ROM通常版が発売。
- 2004年5月12日 - ロットアップにより公式通販終了。
- 2004年7月29日 - サクセスより、PlayStation 2版『夏少女 -Promised Summer-』発売。
- 2007年3月30日 - Windows用DVD-ROM廉価版が発売。『夏少女 サマーディスク』ダウンロード版公開。

※オリジナルのサマーディスクは、夏少女に同梱のユーザー登録はがきを送ることで貰えたお返しディスク。

## ストーリー
大学で天文学部の主人公は、夏の合宿のため田舎町、上郷町を訪れる。
そこで出会った3人の少女たち。
彼女らと過ごした短い夏。
彼は「また来年」と約束をして帰った。
彼にまた出会うその1年後、一歩でも大人になることを夢見て

## 登場人物

### メインキャラクター
芹沢 明希（せりざわ あき）
声 - 宮本千鶴
天真爛漫で、虫を捕まえたりと動き回るのが好きな活発な少女。 感情表現も好き嫌いもストレート。
涼しげなワンピースとスパッツといった動きやすい服装を好む。
結城 京（ゆうき みやこ）
声 - 浅野麻理亜
大和撫子。主人公の友人・結城樹一郎の妹。自分より他人が優先的な考え方で、自分を犠牲にしがち。３人の中では抜群にスタイルがいい。
ロングスカートを好む。他の２人がスカートを穿かないのもあってか、お祭り会場で悪ガキにスカートをめくられる。
悪ガキがスカートをめくったのは、パンツの色で賭けをしていたため。去り際パンツの色から「ピンクのお姉ちゃん」と呼ばれ辱められる。
東 絢水（あずま あやみ）
声 - 北都南
人見知りが激しいのか、はじめは寡黙な少女。主人公に対しても、少しずつ口を開くようになってくる。事故で入院していたため、一人だけ学年が１年遅れている。
とある理由から、制服以外ではスカートを穿かない。

### サブキャラクター
白山 奏芽（しらやま かなめ）
声 - 須本綾奈
主人公と樹一郎の後輩にあたる天文部員。何でもそつなくこなす眼鏡っ娘で、お嬢様育ちだがノリはいい。１年目は家族旅行とブッキングしたため合宿には不参加で、２年目から上郷町へ同行するようになる。PS2版でヒロインに昇格した。
結城 樹一郎（ゆうき じゅいちろう）
声 - 木島宇太（※PC版は声なし）
主人公の友人の天文部仲間で、京の兄。町でも変人として知られるが、父親譲りの天才肌。天文学者を志しており、家業を継ぐことには消極的。
芹沢 麻理奈（せりざわ まりな）
声 - 島香麗子
明希の母。喫茶店『こかげ』の接客担当で、一児の母とは思えないほど若々しいが、笑顔のまま怒るとかなりの迫力がある。
結城 棲子（ゆうき すみこ）
声 - 山咲ちはる
樹一郎と京の母親で、旅館『みやこ』の女将。元教師で、優しさと厳しさを併せ持つ。
東 雪江（あずま ゆきえ）
声 - みすみ
絢水の母。新進気鋭の陶芸家。酒好きの豪快な性格で、生活面は娘に頼りきり。
芹沢 大介（せりざわ だいすけ）
声 - なし
明希の父。喫茶店『こかげ』の厨房担当。大柄で寡黙だが、料理と気遣いが上手。
悪ガキ
声 - なし
姉らしき女性とお祭り会場にいた２人の男の子。京のパンツの色が白かピンクか賭けをしていて、確認のため隙をついてスカートめくりを決行。京は真人や大衆の前でピンクのパンツを晒されてしまう。姉に怒られて逃げる際、京に「ピンクのお姉ちゃん」真人に「いいもの見れてよかったな」と辱めの言葉をかけてくる。

## スタッフ
- 監修：椎原旬 / 下原正
- 企画：SHARED
- シナリオ：SHARED / 椎原旬 / 下原正
- 原画：藤原々々
- BGM：末村謙之輔
- 音響監督：明瀬礼洋

## 主題歌
オープニングテーマ「真夏のかけら」
作詞：YUKI（原案：SHARED）/ 作曲：佐野広明 / 歌：Kae
エンディングテーマ「とおりすぎゆく人へ」
作詞：YUKI（原案：SHARED）/ 作曲：佐野広明 / 歌：Kae

## JANコード
- CD-ROM 初回版: 4517451001334
- DVD-ROM 初回版: 4517451001327
- DVD-ROM 通常版: 4517451001358
- PlayStation 2版: 4944076003670
- DVD-ROM 廉価版: 4517451002768